# Tomás Khul
Tomás Kevin Khul (n. Buenos Aires, 25 de enero de 1992) es un jugador argentino de hockey sobre césped. Actualmente juega de defensor para el Club Quilmes de Buenos Aires. Formó parte de la Selección nacional de hockey.

## Vida privada
Realizó sus estudios secundarios en la Escuela Don Bosco de Quilmes.